# Most Ratyński
Most Ratyński (Ratajski, Weistritzbrücke, Rathener Brücke) – to most we Wrocławiu stanowiący przeprawę przez rzekę Bystrzycę. Leży w zachodniej części miasta, w rejonie osiedla Ratyn (osiedle położone jest na lewym, północnym brzegu rzeki; południowy, prawy brzeg rzeki, to osiedle Jerzmanowo), w ciągu ulicy Augustyna Kośnego.
W latach 1912–1917 wybudowano tu, podczas regulacji rzeki i likwidacji starego stopnia wodnego, most w technologii drewnianej. Most został zniszczony w 1945 roku. Odbudowo go jako konstrukcja żelbetowa. Ustrój nośny przyjęto jako belka ciągła. Konstrukcja mostu składa się z dwóch przęseł (dwa przęsła po 27,8 m każde), o łącznej długości 56 m. Szerokość budowli wynosi 9,5 m w tym 7 m to jezdnia i po 1,25 m na każdy z dwóch chodników zlokalizowanych po obu stronach jezdni. Nawierzchnia wykonana została jako bitumiczna. Obecny most wykonany został w 1971 roku. Przez most dopuszczalny jest przejazd pojazdów o masie do 30 Mg.